# 像皎潔的月亮一樣/The Bird Without Wings
《像皎潔的月亮一樣/The Bird Without Wings》是Superfly的單曲，於2012年8月15日發行。

## 收錄曲
全曲、作曲＆Basic Arrangement：多保孝一、 編曲：蔦谷好位置
1. 像皎潔的月亮一樣（輝く月のように） (5:26)
  - 作詞：越智志帆、jam

TBS系電視劇「Summer Rescue〜天空的診療所〜」的主題曲。
2. The Bird Without Wings (5:01)
  - 作詞：越智志帆

SDP配給電影「黑金丑島君」主題曲。
3. 28 (4:12)
  - 作詞：越智志帆

是一首藉由28歳時的心境所寫下的歌曲。

DVD（初回限定生産盤內含）
- Superfly TV (Studio Live)
  1. Hello Hello
  2. さすらいの旅人
  3. 平成長者智人（平成ホモサピエンス）
  4. 愛をこめて花束を

## 外部連結
- 初回生產限定盤 （日語）
- 通常盤 （日語）